# Sông Kim Ngưu
Sông Kim Ngưu là một dòng sông tại Hà Nội.
Kim Ngưu (chữ Hán Việt 金牛) có nghĩa là trâu vàng. Theo truyện cổ dân gian, trâu vàng ở bên Tàu khi nghe thấy tiếng chuông đồng đen của thiền sư Nguyễn Minh Không ở nước Nam thì tưởng là tiếng trâu mẹ gọi liền chạy sang. Đường nó chạy lún xuống thành sông Kim Ngưu. Đến phía Tây thành Thăng Long thì tiếng chuông dứt, Trâu Vàng liền xới đất tung lên để tìm mẹ làm đất chỗ đó thụt xuống, thành hồ Kim Ngưu, tức Hồ Tây.
Sông Kim Ngưu cổ, theo Trần Quốc Vượng, là một phân lưu của sông Tô Lịch. Nó lấy nước từ Tô Lịch ở ô Cầu Giấy, chảy theo hướng Tây-Đông tới Đội Cấn và lại lấy nước từ Tô Lịch khi tới ô Thụy Chương (Thụy Khê), chảy theo hướng Bắc-Nam (đoạn này còn gọi là sông Ngọc Hà), chảy qua Ngọc Khánh, Giảng Võ, Hào Nam, ô Chợ Dừa, Xã Đàn, Kim Liên, ô Cầu Dền, ô Đông Mác, Yên Sở, rồi hợp lưu trở lại ở Văn Điển. Đến lượt mình, Kim Ngưu lại có các phân lưu là sông Trung Liệt (tách ra tại Hào Nam), sông Sét và sông Lừ (đều tách khỏi Kim Ngưu tại khu vực Kim Liên, Phương Liệt), v.v... Dân gian có câu:
Nhị Hà quanh Bắc sang Đông
Kim Ngưu, Tô Lịch là sông bên này
để chỉ Tô Lịch ở phía Tây kinh thành, còn Kim Ngưu ở phía Nam.
Sông Kim Ngưu xưa là một tuyến giao thông đường thủy, nay chỉ có chức năng là một sông thoát nước cho nội thành Hà Nội.
Đoạn từ chỗ phân lưu với Tô Lịch đến Đông Mác đã bị lấp hoặc bị lấn bờ nhiều làm bề rộng của sông thu hẹp lại đáng kể, và được cống hóa (kè bờ và làm nắp bê tông) gần hết vào những thập niên 1980, 1990. Đoạn từ Ô Đông Mác tới Yên Sở còn rộng, được kè bờ, làm hàng rào từ cuối thập niên 1990, để chống lấn chiếm, và trồng nhiều liễu hai bên bờ. Hai bên bờ sông ở đoạn này còn được làm đường giao thông, đó là các đường Đông Kim Ngưu, Tây Kim Ngưu, Tam Trinh... Ngoài kè bờ, người ta còn tích cực nạo vét đoạn sông ở đây để tăng cường khả năng thoát nước và nắn dòng chảy của sông tại Yên Sở để cho hai phần ba lượng nước của sông Kim Ngưu đổ vào hồ điều hòa Yên Sở. Một phần ba lượng nước còn lại theo đoạn từ gần công viên Yên Sở tới Văn Điển mà đổ vào Tô Lịch (ở bên cạnh thôn Văn thuộc xã Thanh Liệt, huyện Thanh Trì). Đoạn cuối cùng này không được cải tạo, lượng nước lại còn ít, và bị lấn chiếm và đổ phế thải xuống lòng sông, nên đang mất dần.